# ميت ليندبرغ
ميت ليندبرغ (بالدنماركية: Mette Lindberg)‏ هي مغنية دنماركية، ولدت في 2 ديسمبر 1983 في Herlev ‏ في الدنمارك.

## وصلات خارجية
- ميت ليندبرغ على موقع IMDb (الإنجليزية)
- ميت ليندبرغ على موقع ميوزك برينز (الإنجليزية)
- ميت ليندبرغ على موقع أول ميوزيك (الإنجليزية)
- ميت ليندبرغ على موقع ديسكوغز (الإنجليزية)